# La visita (racconti)
La visita è una raccolta di racconti giovanili di Carlo Cassola, pubblicata presso Einaudi nel 1962, che ripresenta racconti che erano già stati pubblicati precedentemente in diverse occasioni.
La raccolta è suddivisa in tre parti:
- La visita, 19 racconti scritti fra il 1937 e il 1940 e pubblicati in volume nella collana della rivista «Letteratura» nel 1942;
- Alla periferia, 7 racconti scritti tra il 1940 e il 1941, apparsi in volume nella collana della rivista toscana «Rivoluzione» nel 1942;
- La moglie del mercante, 21 racconti scritti tra il 1942 e la fine degli anni quaranta.

La raccolta è preceduta, a mo' di prefazione, dal racconto Il film dell'impossibile, scritto nel 1942 e rimasto inedito per vent'anni, in cui Cassola presenta la propria dichiarazione di poetica.
Molti dei racconti, in particolare quelli de La visita e Alla periferia sono molto corti, quasi frammenti di racconto. Spesso i contenuti sono autobiografici, specie in Alla periferia, e alcuni dei personaggi appaiono in più di un racconto.

## Edizioni
- Carlo Cassola, La visita, Einaudi, 1962.